# Roy (Nou Mèxic)
Roy és una població dels Estats Units a l'estat de Nou Mèxic. Segons el cens del 2000 tenia 304 habitants.

## Demografia
Segons el cens del 2000, Roy tenia 304 habitants, 150 habitatges, i 88 famílies. La densitat de població era de 57,5 habitants per km².
Dels 150 habitatges en un 20% hi vivien nens de menys de 18 anys, en un 45,3% hi vivien parelles casades, en un 10% dones solteres, i en un 41,3% no eren unitats familiars. En el 38% dels habitatges hi vivien persones soles el 24% de les quals corresponia a persones de 65 anys o més que vivien soles. El nombre mitjà de persones vivint en cada habitatge era de 2,03 i el nombre mitjà de persones que vivien en cada família era de 2,67.
Per edats la població es repartia de la següent manera: un 17,8% tenia menys de 18 anys, un 5,3% entre 18 i 24, un 15,1% entre 25 i 44, un 27,3% de 45 a 60 i un 34,5% 65 anys o més.
L'edat mediana era de 52 anys. Per cada 100 dones de 18 o més anys hi havia 98,4 homes.
La renda mediana per habitatge era de 21.111 $ i la renda mediana per família de 41.667 $. Els homes tenien una renda mediana de 31.250 $ mentre que les dones 20.179 $. La renda per capita de la població era de 17.651 $. Aproximadament l'11,7% de les famílies i el 15,2% de la població estaven per davall del llindar de pobresa.

## Poblacions més properes
El següent diagrama mostra les poblacions més properes.